# Tobal No. 1
Tobal No. 1 (トバル ナンバーワン, Tobaru Nanbā Wan) ist ein Kampf-Videospiel für PlayStation, das von DreamFactory entwickelt und 1996 von Square veröffentlicht wurde. Das Spiel war DreamFactorys erste Veröffentlichung, ebenso wie Squares erste Veröffentlichung auf der CD-basierten Konsole.
Tobal No. 1 markiert Squares ersten Versuch, eine Kampfspiel-Marke zu etablieren. Die Mechanik des Spiels wurde mit Hilfe des Kampfspieldesigners Seiichi Ishii entwickelt, während alle Charaktere von Dragon-Ball-Erfinder Akira Toriyama entworfen wurden. Die Fortsetzung Tobal 2 wurde nur in Japan veröffentlicht.
Mit der nordamerikanischen und auch der japanischen Version des Erstlings wurde eine Sampler-Disc mit einer Vorab-Demo zu Final Fantasy VII und einer Videovorschau zu Final Fantasy Tactics, Bushido Blade und SaGa Frontier verpackt.

## Handlung
Die Handlung findet im Jahr 2048 auf einem fiktiven Planeten namens Tobal statt, der über große Vorkommen von Molmoran verfügt, einem Erz, das als Energiequelle genutzt werden kann. Ein Turnier wird abgehalten, um festzustellen, wer die Rechte am Erz hat. Eine Reihe von Menschen und Außerirdischen konkurrieren um den Titel. Die Handlung des Spiels und die Hintergrundgeschichten der Charaktere werden nur in der Gebrauchsanweisung erklärt. Alle der ersten acht spielbaren Charaktere erhalten das gleiche Ende.

## Charaktere
Zu den spielbaren Charakteren gehören Chuji Wu, Oliems, Epon, Hom, Fei Pusu, Mary Ivonskaya, Ill Goga und Gren Kutz. Zu den Bossgegnern gehören Nork, Mufu und Kaiser Udan, Herrscher des Planeten Tobal. Alle Bosse außer Nork sind freischaltbar, nachdem sie im Dungeon-Modus besiegt wurden. Statt Nork erlaubt das Spiel dem Spieler, Snork (Small Nork) zu wählen, eine kleinere Version des sehr großen Charakters. Es gibt auch einen geheimen Kämpfer namens Toriyama Robo (benannt nach Akira Toriyama), der freigeschaltet werden kann, wenn der Spieler im Quest-Modus die Stufe des Dungeons von Udan mit 30 Stockwerken abschließen kann. Toriyama Robo ist nie im Spiel zu sehen, außer am Ende des Dungeons.

## Gameplay
Tobal No. 1 hat einen Turniermodus, einen Zwei-Spieler-Versus-Modus, einen Übungsmodus und den einzigartigen Quest-Modus. Das Spiel läuft mit bis zu 60 Bildern pro Sekunde, da es keine texturierten Polygone besitzt und reduzierte Details hat, was dem Spiel ein unverwechselbares Aussehen im Vergleich zu anderen Kampfspielen der damaligen Zeit verleiht. Die Steuerung des Spiels erlaubt volle Bewegungsfreiheit im Ring, solange der Spieler dem Gegner gegenübersteht. Der Spieler hat die Fähigkeit zu springen und bestimmte Kombos führen hohe, mittlere und niedrige Angriffe für jeden Charakter aus. Tobal No. 1 verfügt außerdem über ein Greif- und Blockiersystem, das dem Spieler eine Vielzahl von Würfen und Gegenbewegungen bietet.
Der „Quest-Modus“ kombiniert die Kampfsteuerung des Spiels mit dreidimensionaler Dungeonerkundung. Der Spieler muss eine Reihe von Stockwerken hinabsteigen, mit Fallen und einer Vielzahl von Gegnern, einschließlich der spielbaren Charaktere des Spiels, kämpfen. Mehrere Gegenstände können gefunden, von Feinden fallen gelassen oder mit Kristallen gekauft werden. Diese Gegenstände können aufgehoben, konsumiert oder auf Feinde geworfen werden und beinhalten Lebensmittel, die die Trefferpunkte des Spielers wiederherstellen können, oder Tränke, die eine Reihe von Effekten haben, einschließlich der Erhöhung der maximalen Gesundheit des Spielers oder der Herabsetzung auf 1 Punkt. Es gibt keine Möglichkeit, den eigenen Fortschritt zu retten, und Sterben bedeutet, von vorne anzufangen. Wenn man bestimmte Charaktere in diesem Modus besiegt, werden sie in den anderen Modi des Spiels als spielbare Charaktere freigeschaltet.

## Musik
Die Musik in Tobal No. 1 wurde von acht Square-Komponisten komponiert: Yasunori Mitsuda, Yasuhiro Kawakami, Ryuji Sasai, Masashi Hamauzu, Junya Nakano, Kenji Ito, Noriko Matsueda und Yoko Shimomura. Tobal No. 1 enthält eine Mischung aus Sound, variierender instrumentaler und elektronischer Musik, mit Stilen, die von HipHop, Ambient, Groove der 1980er Jahre, Jazz und Latino reichen und auf die Vielfalt der Stile der Komponisten zurückzuführen sind. Der Soundtrack wurde am 21. August 1996 von DigiCube in Japan veröffentlicht und enthält 21 Tracks, darunter einen unveröffentlichten Bonus-Track. Das Album wurde von GUIDO arrangiert, die später ihre eigene 7-Track-Remix-CD Tobal No. 1 Remixes Electrical Indian herausbrachten.